# リデル・ライト両女史記念館
リデル・ライト両女史記念館（英語:Riddell-Wright Memorial Hall）は、熊本県初のハンセン病病院回春病院（1895年11月12日-1941年2月3日）を創立したハンナ・リデルとその後継者エダ・ハンナ・ライトおよび回春病院を記念して、その施設の研究室、兼、後にライトの住居になった建物（1919年建築、1935年増築）に作られた博物館形式の記念館。
1992年10月20日熊本市に寄贈され、2008年3月19日より国の登録有形文化財。管理団体はリデル・ライト両女史顕彰会。

## 記念館の建物の歴史
リデル没後、ライトが2階を増築して住んでいた。階下は病院の事務室であった。戦後の混乱期に、一時外人などが住んでいたり、黒髪校事件の龍田寮の一部分に使用されたりした。その後、回春病院の敷地の半分になった「リデル・ライト記念老人ホーム」（2008年に「リデル・ライト記念老人ホームと改称）の管理棟になり、1992年10月2日に、この建物は熊本市に寄贈され、1994年2月3日に「リデル・ライト両女史記念館」として開館。2008年3月19日に国の登録有形文化財として登録された。

## 参観案内
- 交通：
  - 公共交通機関利用の場合：バス……桜町BTから竜田口駅経由大津・武蔵ヶ丘方面行き乗車、立田自然公園入口下車徒歩10分
  - 自動車利用の場合：熊本ICから国道57号線を熊本市街方面へ、県道337号線へ入り立田自然公園手前、計25分（駐車場10台分あり）近くに熊本大学法学部、文学部、五高記念館、小峰墓地、細川家廟所の泰勝寺がある。
- 開館時間：午前9時30分 - 午後4時30分
- 休館日：月曜日（祝日の場合は翌日）年末年始
- 入館料：無料
- 所在地：熊本市中央区黒髪5丁目23-1
- 管理団体：リデル・ライト両女史顕彰会